# 행성간 인터넷
행성간 인터넷(Interplanetary Internet)은 행성간 공간에서 동작하는 컴퓨터 네트워크이다. 새로운 프로토콜과 기술이 필요하다. 지구 궤도의 인터넷은 기존의 프로토콜과 기술로도 구현 가능하다.

## 같이 보기
- 지연-내성 네트워크
- 나노네트워크